# Dimarinae
Dimarinae is een onderfamilie van netvleugelige insecten die behoort tot de familie mierenleeuwen (Myrmeleontidae). 

## Taxonomie
Er zijn twee geslachten die verdeeld zijn in geslachtsgroepen (tribus), onderstand een lijst van geslachten en geslachtengroepen.
Onderfamilie Dimarinae

- Tribus Dimarini
  - Geslacht Dimares
  - Geslacht Millerleon